# Santa Cruz de la Palma (kommun)
Santa Cruz de la Palma är en kommun på ön La Palma, Kanarieöarna, Spanien. Namnet kommer från centralorten Santa Cruz de la Palma. Den ligger i provinsen Santa Cruz de Tenerife i den autonoma regionen Kanarieöarna i sydvästra delen av landet, 1 800 km sydväst om huvudstaden Madrid. Antalet invånare är 15 565 (2024). Arean är 43,41 kvadratkilometer.